# میکائیل چامانیان
میکائیل  کریستاپوری چامانیان (ارمنی: Միքայել Քրիստափորի Չամանյան؛  زادهٔ ۷ آوریل ۱۹۰۸ - تاریخ درگذشت نامعلوم) فیلم‌نامه‌نویس و نمایش‌نامه‌نویس اهل ارمنستان بود.

## زندگی‌نامه
وی در ۷ آوریل [سبک قدیمی: ۲۰ آوریل] ۱۹۰۸  در آخالتسیخه به دنیا آمد و از مؤسسه سینمایی گراسیموف مسکو (۱۹۳۴) فارغ‌التحصیل گشت. وی عضو اتحادیه نویسندگان اتحاد شوروی بود. همچنین برندهٔ جوایزی همچون چهره هنری شایسته ارمنستان شوروی شده‌است. .